# Манн (військове звання)
Манн (нім. Mann) — найнижче військове звання в СС (нім. Schutzstaffel), СА (нім. Sturmabteilung) та деяких інших напіввійськових організаціях нацистської Німеччини, яке існувало з 1925 по 1945 роки. Відповідало званню рядовий у Вермахті.
В 1938 році, у зв'язку зі збільшенням військ СС (Ваффен-СС) звання манн змінюється на військове звання CC-Шутце, але у загальних СС звання манн залишається і було нижчим за CC-Штурмманн.
Знаки розрізнення СС-Манна Ваффен-СС

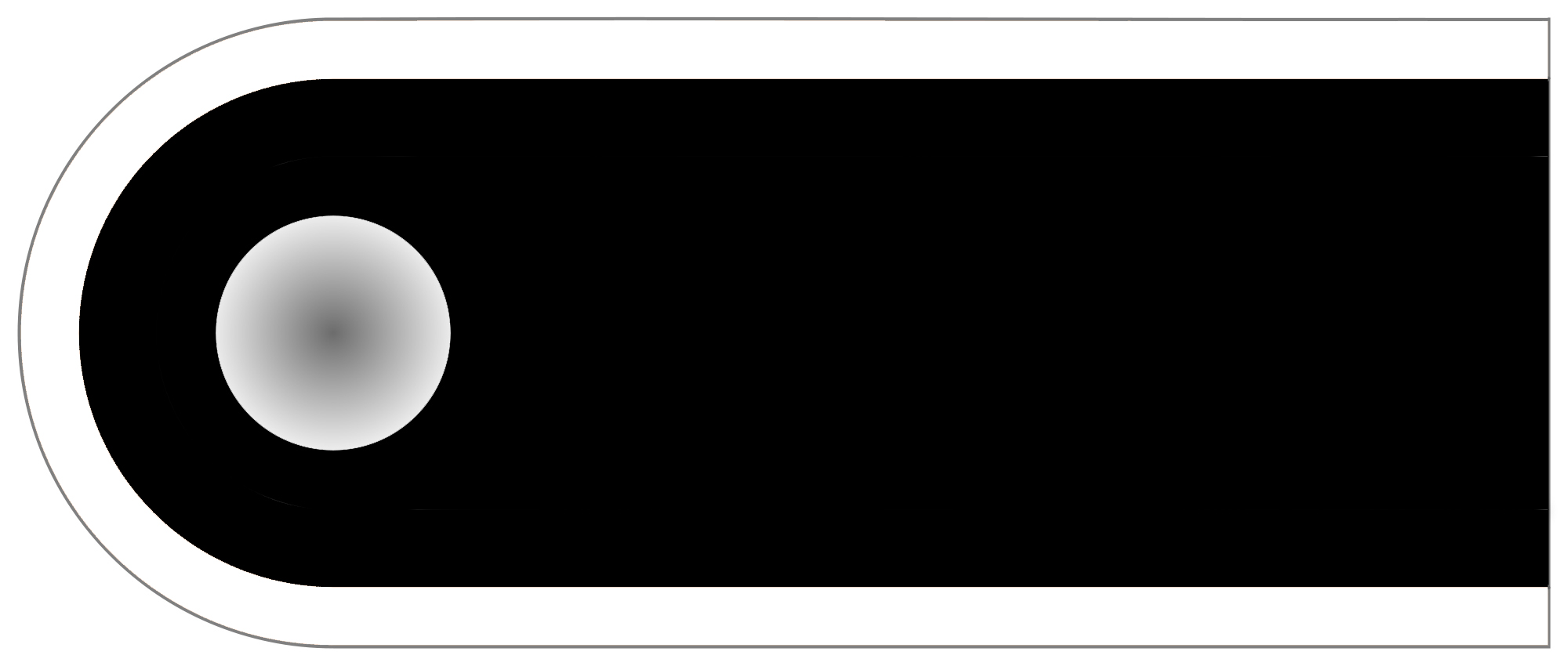
Погон
Петлиця СС-Манна з 1929 до 1940
Петлиця СС-Манна з 1940 до 1945

## Знаки розрізнення структур нацистської Німеччини

Петлиця манна СА
Петлиця люфтшутцтрупманна Райхслюфтшутцбунда (Національної лізі протидії бомбардуванням) (нім. Reichsluftschutzbund) (нім. Luftschutztruppmann)
Петлиці манна NSFK
Петлиця манна NSKK
Петлиця арбайтсманна RAD (нім. Arbeitsmann)
Погон манна TeNo (нім. Technische Nothilfe)
Петлиця постшутцманна (нім. Postschutz) (нім. Postschutzmann)